# Épîtres socratiques
Les Épîtres socratiques sont un ensemble de trente-cinq lettres philosophiques écrites par des disciples de Socrate, tels que Xénophon. Les premières lettres sont présentées comme ayant été écrites par Socrate lui-même, quoiqu'elles soient aujourd'hui considérées comme apocryphes. Elles retracent la vie de Socrate et, indirectement, de ses disciples après la mort de celui-ci. 

## Présentation générale

### Contenu
Les Épîtres socratiques sont un ensemble de trente-cinq lettres datant de l'Antiquité grecque. Ces textes auraient été écrits par Socrate et ses disciples, dont Xénophon. Elles regroupent des réflexions philosophiques, des histoires racontées, et de simples correspondances. 

### Auteur
Les auteurs des épîtres sont inconnus. Les premières lettres sont censées être de la main de Socrate, mais il est peu probable que le philosophe ait jamais écrit. Toutefois, leur style particulier, didactique, et leur vocabulaire, indique clairement qu'elles ont été écrites par un individu différent du reste. Ces lettres mettent en œuvre des concepts issus de l'école cynique, laissant supposer qu'elles sont des lettres inauthentiques écrites a posteriori.  
Les lettres suivantes montrent une grande diversité de styles, laissant supposer qu'elles ont été écrites par un grand nombre de disciples. Aristippe écrit les épîtres 9, 11, 13 et 16 avec un vocabulaire et un style dorique. La lettre XXVII, qui est aussi censée être de lui, est toutefois écrit en style attique. On peut ou bien en déduire que la lettre XXVII n'est pas de lui, ou bien que, comme Diogène Laërce l'a remarqué, il savait changer de style d'écriture. 
L'authenticité des lettres de Xénophon (XV, XVII, XIX, XXI, XXII) a fait l'objet de débats. 
La lettre XVIII aurait été écrite par Speusippe et envoyée à Philippe de Macédoine. Son authenticité est possible. 
L'épître XXX a peut-être été écrit par Speusippe à Philippe II, roi de Macédoine. Il est possible que la lettre XXXV, qui soutient que la doctrine d'une école de pensée doit être secrète, ait été écrite par un pythagoricien.  

### Historique de publication
Nous avons connaissance de ces lettres grâce, notamment, à une édition de Léon Allatius à Paris en 1637, sous le titre d’Épîtres socratiques. Il a travaillé sur ces textes afin d'en prouver l'authenticité, sans toujours y parvenir. Jean Stobée cite également des lettres dans son Florilège. La première édition élaborée de l’œuvre a lieu en 1815 à Leipzig, par Orelli. L'authenticité des lettres censées être écrites par Socrate est alors toujours objet de doutes, quoique Richard Bentley apporte des arguments forts en faveur de leur inauthenticité.
Les trente-cinq lettres sont aujourd'hui conservées dans une version datant des années 1270 dans les Archives apostoliques du Vatican, sous le nom de Codex Vaticanus graecus 64.

## Résumé

### Lettres I à VII

#### Lettre I: l'éthique et la vie du philosophe
Les lettres I à VII sont les lettres socratiques à proprement dites, car censées être écrites par Socrate. La première est une réponse du philosophe à un roi qui propose de le payer pour qu'il quitte Athènes et le rejoigne pour lui enseigner la philosophie. Socrate refuse, rappelant à son correspondant qu'il n'est pas, contrairement aux Sophistes, un « vendeur d'éducation ». De plus, soutient-il, il ne croit pas qu'il soit « juste de faire du profit de la philosophie ». Au contraire, la philosophie enjoint de ne jamais prendre quoi que ce soit d'un autre.
Socrate critique ceux qui dédient leur vie à la quête de la richesse, car ils ont « peu d'estime pour l'instruction » une fois leur adolescence passée. Ils sont admirés pour leurs possessions terrestres, mais sont en fait ridicules. L'auteur explique que lui doit rester à Athènes car il y joue un rôle : la Cité a besoin « de gens qui prennent en charge les hommes [qui sont intéressés par la richesse et le pouvoir] ». Lorsqu'ils sont aux responsabilités, en effet, il leur arrive de s'endormir ; « ils doivent être stimulés, si je puis dire, par un taon ».
Le philosophe parle de son daimôn à son correspondant. Il s'agit d'une voix divine qui lui souffle des conseils. Ainsi, un jour, alors qu'il était avec un groupe de soldats à une intersection, son daimôn lui a conseillé de prendre le chemin que les autres ne voulaient pas prendre. Tous les soldats qui ne l'ont pas suivi ont été retrouvés morts.

#### Lettres II à V: relations entre Socrate et ses amis et disciples
Dans la deuxième lettre, Socrate demande à son disciple Xénophon d'héberger et de prendre soin de son ami Chéréphon, le temps que celui-ci se rende dans le Péloponnèse, où il a été nommé ambassadeur par Athènes. 
La lettre suivante est également une demande de Socrate : une connaissance à lui, Mnéson d'Amphipolis, va se rendre à Athènes pour plaider sa cause. Il a été banni de sa ville, et veut être admis à vivre à Athènes. Socrate demande à son ami d'aider Mnéson.
La lettre IV est divisée en deux parties. Dans une première, Socrate explique qu'il a suggéré à Critobule de se tourner vers la philosophie lorsqu'il était jeune, mais que celui-ci s'est finalement tourné vers la politique, et a fait des études dans les choses de la politique. Dans la deuxième partie, Socrate dit que sa femme Xanthippe et ses enfants vont bien, et qu'il vit heureux.
La cinquième lettre est adressée à Xénophon. Socrate dit à son disciple qu'il a appris, avec les autres socratiques, qu'il était à Thèbes et qu'il allait partir en Asie aider Cyrus. Il rapporte que certains athéniens critiquent cette alliance, car Cyrus s'était allié aux Spartiates pour vaincre Athènes. Le maître rappelle à son disciple de cultiver deux vertus, particulièrement importantes à la guerre : l'endurance patiente et le mépris des richesses.

#### Lettre VI: apologie de la vie simple
La sixième lettre de Socrate est de forme apologétique. Socrate dit qu'il refuse tous les cadeaux, et que donc certains, à Athènes, le croient fou. Le philosophe se dit satisfait de sa condition de vie : il porte les mêmes vêtements quelle que soit la saison, va toujours pieds nus, et ne cherche pas la célébrité politique. Cette lettre présente Socrate comme modèle de la vie cynique. 

#### Lettre VII: critique de la tyrannie des Trente
Dans la lettre VII, enfin, Socrate répond à un correspondant au sujet des Trente tyrans, qui dominent depuis peu la ville. Un des tyrans, Chariclès, lui a ordonné de se rendre au Pirée et d'arrêter un certain Léon pour qu'il soit exécuté. Socrate dit avoir refusé ; Chariclès, qui ne l'appréciait déjà pas pour une raison personnelle, lui aurait demandé : « Socrate, penses-tu que tu peux ne souffrir d'aucune blessure, toi qui t'opposes avec tant d'insistance ? ». Socrate dit avoir répondu : « Par Zeus, je peux souffrir beaucoup de maux, Chariclès, mais pas celui de l'injustice ». Socrate critique la tyrannie des Trente.

### Lettres VIII à XIII

#### Lettres VIII et IX: un philosophe peut-il servir un tyran?
Les lettres VIII à XIII racontent les enseignements de Socrate et comment ses disciples suivent, ou pas, sa doctrine. La lettre VIII est une correspondance entre Antisthène et Aristippe, où ce premier critique le second. Aristippe vit auprès d'un tyran, Denys l'Ancien. Antisthène soutient qu'« il n'est pas juste pour un philosophe de s'associer avec des tyrans ». Un sage, dit-il doit vivre dans son propre pays et chercher à se suffire à lui-même. Il s'attaque à l'idée selon laquelle l'homme sage a la chance de devenir riche et d'avoir des amis puissants ; en réalité, l'argent n'est pas nécessaire, et les tyrans sont peu instruits, rendant leur fréquentation inintéressante.
La lettre IX est une réponse d'Aristippe. Il écrit qu'en effet, les habitants sont opprimés sous la férule du tyran, qui vit dans l'excès le plus complet. Il se défend en arguant qu'il ne peut s'échapper, car le roi Denys le retient. Il le considère en effet comme le représentant de la sagesse de Socrate et souhaite apprendre la doctrine socratique.

#### Lettres X et XI: demande de libération d'amis
La lettre X est une lettre d'Eschine à Aristippe. Il écrit qu'il a envoyé une lettre à Platon pour lui demander qu'il suggère à Aristippe de sauver des jeunes hommes locriens, avec qui Eschine est ami. Dans la lettre suivante, Aristippe rassure Eschine : les jeunes hommes en question seront libérés de prison et ne seront pas spoliés de leurs richesses. Aristippe demande à son camarade de ne pas dire à Antisthène qu'il a sauvé des gens, car il est en froid avec lui depuis qu'il sait qu'il travaille pour un tyran.

#### Lettres XII et XIII: la valeur d'un cordonnier
Ces deux lettres sont une correspondance entre Simon et Aristippe. Simon est un cordonnier, et il se plaint à Aristippe que ce dernier, selon ce qu'on lui a rapporté, se soit moqué de lui dans une lettre qu'il a envoyée à Anthistène. Il soutient que lui, cordonnier, suit mieux les enseignements de Socrate que ceux qui, comme Aristippe, vivent dans le luxe. Aristippe lui répond que ce n'est pas lui qui s'est moqué de lui, mais Phédon. Aristippe dit admirer et estimer Simon qui, quoique cordonnier, est « plein de sagesse et réussissait à persuader Socrate et les jeunes hommes les plus beaux et nobles » de s'asseoir avec lui. Même Périclès, lorsqu'il n'était pas encore stratège, aimait lui parler.

### Lettres XIV à XXVII

#### Lettres XIV à XV: récit de la mort de Socrate et réponse
La lettre XIV, séparée du reste des Épîtres, décrit le jugement et l'exécution de Socrate. Eschine envoie une lettre à Xénophon pour lui dire que bien qu'il sache que son fils Gryllos lui a rapporté, par l'intermédiaire d'un certain Greta, la mort de Socrate, il peut aussi lui raconter ce qu'il a vu. Xénophon était à l'époque à Sparte, et Platon était malade. Eschine critique fortement Anytos et Mélitos, les deux accusateurs de Socrate, « hommes abominables qui ont persisté dans la vilénie ».  
Socrate, selon lui, a déclamé son discours avec un sérieux mélangé au rire. Les juges ont été pour beaucoup convaincus et ont proposé que le jugement soit plus doux ; mais ils eurent aussi peur que Socrate soit acquitté. Il aurait pu l'être, assure Eschine, s'il avait employé la flatterie au lieu de dire le vrai et le juste. Socrate est resté vivre en prison, et recevait ses amis pour discuter. Il avait même dit préférer la prison à la ville pour philosopher, car il était « toujours distrait au marché par certaines personnes ». Racontant la mort de Socrate, il dit qu'après avoir bu le poison, il a demandé à ses amis de sacrifier un coq à Asclépios. Socrate a été enterré, après que son corps a été nettoyé et habillé.
Dans la lettre de réponse, Xénophon remercie son ami pour ces informations, et lui dit qu'il va écrire une Apologie pour montrer ce qu'il s'est réellement passé : « son apologie sera éclatante pour la génération actuelle et pour la postérité ». Il dit avoir lu le texte écrit par Platon, l'Apologie de Socrate, et qu'il trouve que « la partie dialoguée ne manque pas de mérite ». Il annonce se mettre au service des amis de Socrate s'ils en ont besoin (« si les amis de Socrate ont encore besoin de quelqu'une des choses que j'ai envoyées, faites-le-moi savoir : nous leur en viendrons en aide »).
Xénophon appelle à ce que le disciples ripostent face à ceux qui critiquent Socrate depuis qu'il est mort. Pour préserver sa mémoire, il est nécessaire de faire publiquement l'éloge de cet « homme dont la vie s'est passée dans la sagesse, la sainteté, le respect des dieux ». Au contraire, il faut « blâmer et accuser la fortune de ceux qui se sont ligués contre lui et qui, du reste, seront punis avant peu ». L'auteur remarque que la nouvelle de la mort de Socrate s'est répandue jusqu'aux spartiates, qui « flétrissent notre peuple, en disant qu'il est devenu fou d'avoir consenti à mettre à mort le plus innocent des hommes ». 

#### Lettres XVI à XVII: deuil de Socrate
Les lettres qui suivent traitent du deuil des disciples après la mort de Socrate. Aristippe écrit la lettre XVI. Il apprend à peine que non seulement Socrate est mort, mais qu'en plus, il n'a pas cherché à échapper à la mort, car il voulait respecter les lois de la Cité. Aristippe soutient toutefois qu'étant donné que son emprisonnement était injuste, il n'aurait pas été injustifié de sa part de s'échapper. Il dit à son correspondant que les disciples de Socrate ont fui Athènes par peur de représailles, et sont allés s'installer à Égine. 
Dans la lettre suivante, un auteur anonyme, peut-être Aristippe, écrit à Prodicos de Céos et Protagoras. Il admet que leur relation n'a pas été nécessairement facile, du fait du débat qu'ils ont eu au sujet de la vertu (relaté dans le Protagoras). Il affirme qu'Anytos et Mélissos, deux des accusateurs de Socrate, ont été mis à mort par les athéniens.

#### Lettres XVIII à XIX: invitations de Xénophon aux amis de Socrate
Les lettres XVIII et XIX sont des lettres écrites par Xénophon à l'attention des disciples de Socrate. Dans la première de ces deux lettres, il invite ses amis à venir lui rendre visite dans sa demeure, à l'occasion de fêtes bachique, où il souhaite faire des offrandes à Diane. Il la révère depuis qu'elle l'a « sauvé du roi Barbare, et des maux plus grands encore qui m'ont ensuite assailli dans le Pont et dans la Thrace, quand déjà nous nous croyions échappés du territoire ennemi ». Il annonce à ses amis qu'il écrit des mémoires sur Socrate (les Mémorables). Il demande à ses amis de féliciter Simon, un cordonnier qu'ils connaissent, « de demeurer fidèle aux paroles de Socrate » et « de ne point alléguer la pauvreté ni sa profession comme un obstacle à la philosophie, ainsi que le font de certaines gens ».
La lettre XIX, aussi rédigée par Xénophon, est une lettre envoyée à un ami pour l'inviter à rendre visite à sa demeure, où il a créé un temple pour Diane. Il rappelle que Socrate disait : « si une chose n'est pas assez pour nous, nous devons être assez pour cette chose ». 

#### Lettre XX: succession de Socrate
Dans la lettre XX, Xénophon écrit à un individu inconnu qu'il l'admire depuis longtemps, d'autant plus qu'il continue à philosopher malgré sa richesse et sa célébrité. En plus de cela, l'individu en question enseigne à Athènes comme une copie de Socrate. Xénophon dit que lui s'attache actuellement à enseigner aux jeunes de Thèbes et transmettre ce que Socrate lui avait appris. 

#### Lettre XXI: consolation de Xanthippe
La lettre XXI est un morceau de correspondance entre Eschine (ou Xénophon) et la veuve de Socrate, Xanthippe. Il dit avoir donné à un de ses fils de la monnaie et de la nourriture pour passer l'hiver. Il invite les enfants de Socrate à rester chez lui s'ils en ont besoin. L'auteur essaie ensuite de consoler Xanthippe (« vous avez beaucoup pleuré, chère femme, mais c'est assez »), et il l'appelle à suivre l'exemple de Socrate. Il la félicite de ne pas s'humilier en acceptant les cadeaux que lui font les étrangers qui appréciaient Socrate. 

### Lettres XXII à XXVI

#### Lettres XXII à XXIV: Platon et les disciples
Les lettres XXII à XXIV traitent de manière plus ou moins directe de la relation entre Platon et les disciples de Socrate. 
La lettre XXII, de Xénophon, est envoyée à deux disciples de Socrate, Cébès et Simmias. Il leur dit qu'il est encore un peu embarrassé par les brouillons des Mémorables, mais qu'il leur montrera ses brouillons lorsqu'ils viendront chez lui. Il dit qu'il prend du temps à écrire l'ouvrage car « il faut veiller à ce que je ne compromette en rien la vertu de Socrate, par quelques faits mal présentés dans mes mémoires ». Il se montre critique à l'égard de Platon, qui « exerce une grande influence par ses ouvrages » et qui est déjà admiré « en Italie et dans toute la Sicile », alors que ses écrits ne sont pas nécessairement les plus justes. 
La lettre XXIII est envoyée par Eschine à Phédon. Il raconte que, arrivé à Syracuse, Aristippe l'a fait rencontrer le tyran Denys et lui a proposé qu'il lui donne des cours. Denys s'est montré intéressé par des dialogues qu'il avait avec lui, comme l'Alcibiade. Platon était aussi là, et donc Eschine a pu parler en privé avec lui de la mauvaise qualité de sa relation avec Aristippe. 

#### Lettres XXIV à XXVI: Platon et ses disciples
La lettre XXIV est écrite par Platon. Il dit à son correspondant, Phèdre, qu'il n'a pas encore le colis qu'il va lui envoyer à Syracuse, mais qu'il lui enverra bientôt. Il parle de sa vie en tant que philosophe : il est devenu un personnage public, mais il « déteste s'associer aux masses » de gens. Il est parti vivre loin de la ville, qu'il considère comme une cage à animaux. Près d'Héphaistia, où il vit, il en est « venu à admettre que Timon n'était pas un misanthrope : comme il ne trouvait pas d'hommes, il est devenu ami avec les animaux, et ainsi il a vécu seul et avec lui-même ». 
Dans la lettre XXV, Phèdre dit à Platon que, depuis son déménagement, il lui manque déjà. Il implore Platon de préserver la sagesse de Socrate pour que ses enseignements ne soient jamais perdus. Il rappelle qu'il a effectué tout un cursus philosophique, d'abord auprès de Socrate dans son enfance, puis à l'Académie, et enfin au Lycée. 
La lettre XXVI est écrite à Platon, mais son auteur est inconnu. L'auteur écrit qu'il a appris de voyageurs venus d’Égypte que lui, Platon, y était passé et qu'il avait questionné les hommes sur leur opinion sur l'origine et le principe de l'univers. L'auteur remarque que les égyptiens refusent souvent de partager leur savoir avec les Grecs. L'auteur donne des nouvelles à Platon de ses affaires et de sa famille, qui sont à Athènes. 

### Lettres XXVII à XXIX

#### Lettre XXVII: Aristippe à sa fille Arétè
Aristippe écrit à sa fille, Arétè, pour répondre à sa précédente lettre où elle lui demande qu'il vienne immédiatement à Cyrène. Sa fille, en effet, a été mal reçue par les hauts fonctionnaires municipaux, et son mari ne sait pas administrer sa demeure. Aristippe explique qu'il a réussi à s'échapper de Denys, mais qu'il est tombé malade en chemin. 
Il donne donc des conseils à sa fille. Tout d'abord, « ne désire pas trop », car la bonne vie est celle où l'on méprise les excès. Il lui suggère qu'une fois qu'il sera mort, elle se rende à Athènes, où elle pourra vivre avec les veuves de Socrate, Xanthippe et Myrthe, auxquelles elle doit apporter le plus grand respect. Aristippe demande à sa fille d'éduquer Aristippe le Jeune, son frère cadet, pour qu'il soit un jour assez valeureux pour faire de la philosophie.

#### Lettres XXVIII et XXIX: Aristippe au roi de Macédoine, Philippe II
La lettre XXVIII est une correspondance entre Aristippe et Philippe de Macédoine. Aristippe critique Isocrate, qu'il ne considère pas assez clairvoyant au sujet de la grandeur de Philippe. Dans la lettre suivante, Aristippe donne un conseil à Philippe : chacun l'observe pour savoir s'il est l'égal de son frère dans le domaine de la grandeur d'âme. Les gens qui scrutent l'âme des autres par jalousie pour voir ce qu'il y manque doivent être considérés comme des ennemis. 

### Lettres XXX à XXXIV

#### Lettres XXX à XXXII: le prochain directeur de l'Académie
Speusippe a succédé à Platon, et écrit à son étudiant, Xénocrate. Speusippe rappelle que Platon lui a donné la mission de gérer l'Académie, et que maintenant, il cherche un successeur. Il considère que Xénocrate est le seul qui peut « faire tenir l'école », menacée d'implosion. Platon avait une haute estime de son Académie, qu'il tenait pour l'instrument de la préservation de sa mémoire parmi les hommes ; avant sa mort, il avait confirmé qu'il tenait Xénocrate en haute estime, et qu'il voulait qu'il soit enterré près de lui. En respect de Platon, Xénocrate devrait donc revenir à Athènes pour diriger l'Académie. 
Dans une nouvelle lettre (XXXI), Speusippe dit à Xénocrate qu'il se sent mourant, car sa force a quitté son corps, quoique « ma langue et mes facultés mentales soient intactes, peut-être parce qu'elles sont les préférées et les plus divines ». Il implore à Xénocrate de venir prendre la direction de l'école. 
Dans la lettre XXXII, Xénocrate répond à Speusippe. Il réaffirme sa vénération pour Platon, mais il regrette qu'une fois celui-ci mort, « nous nous sommes divisés en plusieurs sectes ». Cela l'a incité, lui qui est introverti, à se séparer du reste des platoniciens.

#### Lettres XXXII à XXXIIV: Speusippe et Denys
Les lettres XXXII et XXXIV sont une correspondance entre Speusippe et le tyran Denys. Dans la lettre XXXIV, Denys dit qu'il se réjouit pour les athéniens, qui n'ont plus à appeler sophiste un philosophe, ni honorer les ennemis des dieux. 

### Lettre XXXV
La trente-cinquième et ultime lettre est écrite par un auteur anonyme. L'auteur soutient que le sage est celui qui ordonne sa vie selon les enseignements de son école de pensée, ce qui lui permet d'avoir, à un plus grand degré, « le divin en son esprit ». L'auteur de la lettre semble indiquer que la doctrine d'une école de pensée doit être gardée secrète. Cette lettre semble être d'inspiration pythagoricienne.

## Postérité
Les Épîtres socratiques ont survécu grâce à la collection qui en a été faite durant l'Empire romain. Elles ont en effet été collectées par un auteur inconnu et rassemblées dans un grand livre appelé Épîtres cyniques.